# 綁票通緝令
《綁票通緝令》（英語：Ransom）是一部1996年上映的美國動作驚悚片。由朗·霍華執導，劇本由理察·普萊斯和Alexander Ignon撰寫。梅爾·吉勃遜、蕾妮·羅素、蓋瑞·辛尼茲、Brawley Nolte、德尔罗伊·林多、李佛·薛伯、艾凡·韓德勒、唐尼·華伯格以及莉莉·泰勒主演。吉勃遜被提名為金球獎最佳男演員。該片是1996年美國票房第五高的電影。

## 外部連結
- 開眼電影網上《綁票通緝令》的資料（繁體中文）
- 互联网电影数据库（IMDb）上《綁票通緝令》的资料（英文）
- Box Office Mojo上《綁票通緝令》的資料（英文）